# Avões
Avões ist eine Gemeinde (Freguesia) im portugiesischen Kreis Lamego. In ihr leben 502 Einwohner (Stand 19. April 2021).